# Nylso
Nylso (né Jean-Michel Masson le 20 novembre 1964) est un auteur de bande dessinée français. Il anime depuis le milieu des années 1990 le fanzine Le Simo.

## Biographie
Nylso exerce, pendant quatre ans, le métier de technicien dans un laboratoire de chimie à Paris. À l'âge de 27 ans, il quitte son poste et fonde Le Simo. En 2000, il entreprend le dessin de son premier ouvrage qui paraît en 2002 chez FLBLB sous le titre Jérôme d'Alphagraph. 

## Publications
- Jérôme d'Alphagraph, FLBLB :
  1. Jérôme d'Alphagraph, 2002.
  2. Jérôme d'Alphagraph, 2003.
  3. Jérôme et le Lièvre, 2005.
  4. Jérôme et Sultana, 2007.
  5. Jérôme et l'Arbre, 2008.
  6. Jérôme et la Route, 2010.
- Jérôme et la ville, éditions Les contrebandiers, 2013
- Bourrique d'Alphagraph, FLBLB, 2007.
- My Road Movie (dessin et scénario), avec Marie Saur (scénario), Sarbacane, 2008.
- Petite bande dessinée muette à l'île de Sein, Le Simo, 2008.
- De Roumanie en Moldavie avec les Ateliers du Vent, Le Simo, 2008.
- Alphagraph (dessin et scénario), avec Marie Saur (scénario), Colosse :
  1. La Fugue, 2011.
  2. La Honte, 2012.